# Zhang Zhilei
Zhang Zhilei (张志磊S, Zhāng ZhìlěiP; Henan, 2 maggio 1983) è un pugile cinese, della categoria dei pesi massimi. Soprannominato "Big Bang".

## Carriera pugilistica
Nel 2007 ha ottenuto la medaglia di bronzo ai mondiali di Chicago. L'anno successivo, al torneo di pugilato delle Olimpiadi di Pechino, è stato sconfitto in finale da Roberto Cammarelle, per KO tecnico alla quarta ripresa, ottenendo però la centesima e ultima medaglia cinese (d'argento) a questa olimpiade.
Nel 2009 ha ottenuto la medaglia di bronzo ai mondiali di Milano 2009.

### Carriera Professionistica
Nell'agosto 2014 esordisce come professionista contro Curtis Lee Tate, mettendolo KO in soli 17 secondi al primo round. Ottiene poi 12 vittorie consecutive, il 21 gennaio 2017 batte l'australiano Peter Graham per il titolo vacante WBO Orientale.
Successivamente ottiene altre 5 vittorie consecutive, tutte per KO al primo round. Nel 2018 e 2019 difende due volte il titolo WBO orientale dei pesi massimi. Il 27 febbraio 2021, nell'undercard di Canelo Alvarez contro Avni Yildirim, pareggia in 10 round contro lo statunitense Jerry Forrest.
Il 20 agosto 2022, Zhang si scontra con Filip Hrgović, 198 cm per 110 kg. Entrambi imbattuti tra i professionisti, nell'undercard Usyk-Joshua 2 a Jeddah in Arabia Saudita. Zhang però viene sconfitto ai punti in 12 riprese, anche se ci sono stati dei fischi da parte del pubblico per la scelta dei giudici.
Nel seguente incontro Zhang sconfigge l'inglese Joe Joyce al 6º round per KO Tecnico, dopo che Joyce ha subito un brutto gonfiore all'occhio destro. Il 23 settembre 2023 si verifica il rematch tra i due, un Joyce più lento e più pesante di 11 kg rispetto al primo incontro viene sconfitto nuovamente da Zhang dopo essere stato colpito da un gancio destro al mento.
Nel 2024 vince per KO contro Deontay Wilder ma viene sconfitto ai punti da Joseph Parker che atterrato si rialza per due volte.